# Зеркальный фотоаппарат
Зеркальный фотоаппарат (зеркальная камера, в просторечии «зерка́лка») — фотоаппарат, видоискатель которого содержит зеркало, расположенное за объективом под углом 45° к его оптической оси. Это позволяет осуществлять визирование непосредственно через съёмочный или вспомогательный объектив. В киносъёмочной аппаратуре такому типу видоискателя соответствует зеркальный обтюратор.

## Разновидности
Существуют две основные разновидности зеркальных фотоаппаратов, отличающиеся принципом действия.
Наиболее массовую категорию представляют однообъективные зеркальные фотоаппараты, также обозначаемые англоязычной аббревиатурой SLR (англ. Single Lens Reflex camera). 
В таких фотоаппаратах используется подвижное зеркало, перенаправляющее свет от съёмочного объектива в кадровое окно или на фокусировочный экран видоискателя. В некоторых моделях для устранения колебаний и уменьшения задержки срабатывания затвора использовано полупрозрачное неподвижное зеркало, однако такая схема заметно снижает светосилу объектива и широкого распространения не получила. В цифровой фотографии понятие «зеркальный фотоаппарат» равнозначно понятию «однообъективный зеркальный фотоаппарат», поскольку двухобъективная разновидность использовалась только для съёмки на плёнку.
Двухобъективные фотоаппараты, получившие популярность в 1940—1950-х годах, в иностранных источниках упоминаются, как TLR (англ. Twin Lens Reflex camera).
Такая конструкция предусматривает отдельный объектив видоискателя, фокусировка которого механически синхронизирована с наводкой на резкость съёмочного объектива. Поле зрения обоих объективов совпадает, позволяя точно кадрировать изображение, но с учётом параллакса, проявляющегося на конечных дистанциях съёмки.
Однообъективный тип видоискателя используется в малоформатных и среднеформатных фотоаппаратах и наиболее популярен в цифровой фотографии за счёт своей универсальности. Существуют полуформатные фотоаппараты, построенные по такой системе («Olympus Pen F»), а также камеры миниатюрного формата («Нарцисс»). Двухобъективная схема более характерна для среднеформатного кадра 6×6 сантиметров, распространённого в фотожурналистике до конца 1950-х годов. В эти же годы приобрели популярность камеры этой схемы, рассчитанные на квадратный кадр 4×4 сантиметра на плёнке формата «тип-127». В настоящее время полностью уступила место однообъективной схеме, преодолевшей большинство своих недостатков.

## Достоинства и недостатки
Каждой из двух основных схем присущи свои достоинства, предопределившие сферы использования. В первой половине XX века наибольшей популярностью пользовалась двухобъективная система, поскольку избавлена от главных недостатков однообъективной: наличия подвижного шумного зеркала, приводящего к вибрациям, затемнения видоискателя при диафрагмировании и невозможности наблюдать объект в момент его съёмки. Кроме того центральный затвор, наиболее удобный для установки в двухобъективный фотоаппарат, в отличие от фокального практически бесшумен, не искажает форму движущихся объектов и допускает синхронизацию с электронными фотовспышками на любых выдержках. В целом двухобъективная конструкция исключительна проста и позволяет создавать дешёвые фотоаппараты, дающие высокое качество изображения.
В то же время, однообъективные зеркальные камеры полностью избавлены от параллакса и допускают неограниченное использование сменной оптики любых фокусных расстояний. В двухобъективных камерах сменными должны быть оба объектива, что усложняет и удорожает конструкцию. Альтернативой может быть использование афокальных насадок, ухудшающих качество изображения. Кроме того, однообъективный видоискатель позволяет наглядно оценить глубину резкости и эффекты от применения различных светофильтров и насадок. Система SLR — единственный тип оптического видоискателя, пригодный для специальных видов съёмки: макросъёмка, микрофотография, астрофотография, эндоскопия и т. д. Большинство объективов специального назначения, таких как шифт-объективы также применимы только с этим типом видоискателя. Лёгкость реализации TTL-экспонометра позволяет осуществлять любые режимы измерения и использовать автоматическое управление экспозицией вне зависимости от особенностей установленного объектива. 
Однако, наличие подвижного зеркала вынуждает применять объективы с достаточно большим задним отрезком, и требует специальной конструкции широкоугольных объективов. Серьёзным недостатком однообъективных фотоаппаратов, отсутствующим в двухобъективных, считается затемнение изображения в видоискателе при диафрагмировании объектива. Проблема устраняется использованием механизмов прыгающей диафрагмы, ещё более усложняющих устройство фотоаппарата и сменных объективов. При этом, даже с прыгающей диафрагмой, фокусировка объективов с небольшой светосилой и при слабом освещении затруднена.
Ручная наводка на резкость по матовому стеклу обоих типов зеркальной аппаратуры требует хорошей остроты зрения. Для облегчения фокусировки в однообъективных камерах используются специальные приспособления, такие как клинья Додена и микрорастр, эффективно работающие только со светосильной оптикой. Использование объективов с небольшими относительными отверстиями приводит к затемнению вспомогательных фокусировочных устройств, становящихся бесполезными. По этим параметрам вся зеркальная аппаратура уступает дальномерным фотоаппаратам, яркость видоискателя которых не зависит от установленного значения диафрагмы, а фокусировка не требует серьёзных профессиональных навыков. Из-за особенностей конструкции зеркальный видоискатель редко отображает будущий кадр полностью, тогда как большинство дальномерных камер позволяют видеть всё поле зрения «с запасом».